# Aubry de Gâtinais
Pour les articles homonymes, voir Aubry et Gâtinais (homonymie).
Aubry ou Alberic, dit le Tors, fut comte de Gâtinais au début du XIe siècle. Il était fils de Geoffroy Ier, comte de Gâtinais, et de Béatrice de Mâcon.
Encore en bas âge à la mort de son père, survenue entre 992 et 997, le gouvernement du Gâtinais fut assuré par un comte qui n'est connu que par une lettre de 997, nommant ce comte Wal.., probablement son oncle paternel Gautier II le Blanc, futur comte de Vexin, de Valois et d'Amiens.
Il fut investi de la charge comtale vers 1006-1007, ayant d'une part atteint sa majorité et d'autre part parce que Gautier ayant succédé à son père pouvait difficilement se partager entre ses territoires de Vexin-Valois-Amiens et le Gâtinais. Le 26 mai 1028, il signe avec Francon, évêque de Paris, une charte réglant leur litige à propos des fiefs de Boësses et Echilleuses qu'un prédécesseur de Francon, Renaud de Vendôme, avait donné au père d'Aubry.
C'est la dernière fois qu'il est cité, et c'est son demi-frère Geoffroy II qui apparaît comme comte de Gâtinais en 1030.

## Sources
Onomastique et Parenté dans l'Occident médiéval, Oxford, Linacre College, Unit for Prosopographical Research, coll. « Prosopographica et Genealogica / 3 », 2000, 310 p. (ISBN 1-900934-01-9) :
- Édouard de Saint Phalle, « Les comtes de Gâtinais aux Xe et XIe siècles ».
- Christian Settipani, « Les vicomtes de Châteaudun et leurs alliés ».